# Pölkenstraße 27 (Quedlinburg)

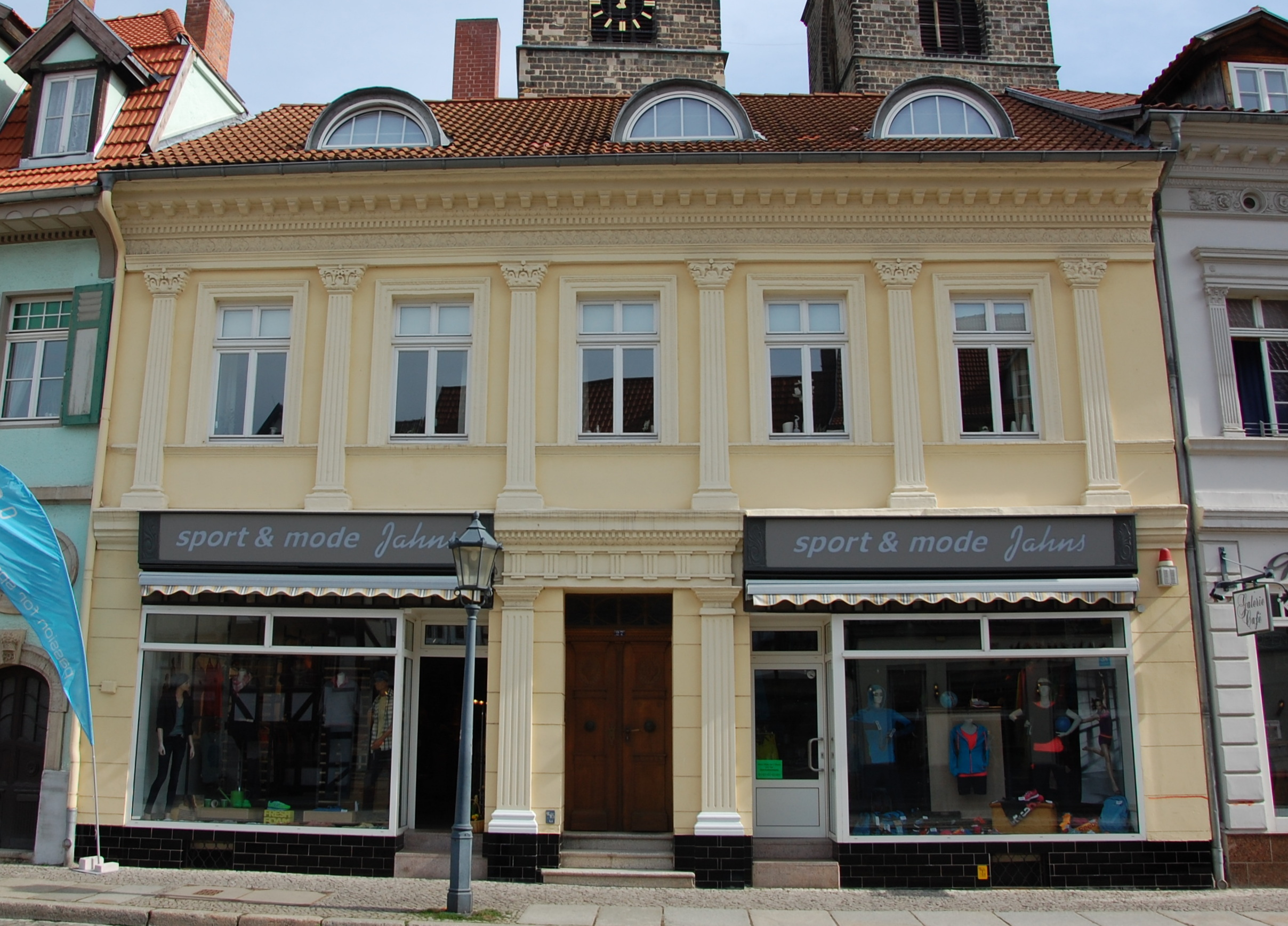
Haus Pölkenstraße 27

Das Haus Pölkenstraße 27 ist ein denkmalgeschütztes Gebäude in der Stadt Quedlinburg in Sachsen-Anhalt.

## Lage
Es befindet sich in der historischen Quedlinburger Neustadt auf der Ostseite der Pölkenstraße und ist im Quedlinburger Denkmalverzeichnis als Ackerbürgerhof eingetragen. Nördlich grenzt das gleichfalls denkmalgeschützte Haus Pölkenstraße 26, südlich das Haus Pölkenstraße 28 an.

## Architektur und Geschichte
Zur Pölkenstraße hin verfügt der Ackerbürgerhof über ein zweigeschossiges Haus. Es entstand im ersten Drittel des 19. Jahrhunderts. Die symmetrische Fassade ist im Stil des Klassizismus gestaltet und durch Pilaster gegliedert. Zum Konsolgesims hin ist die Fassade des Obergeschosses mit einem Fries und Zahnschnitt verziert. Am Erdgeschoss befindet sich eine Putzquaderung. Bemerkenswert ist das Pilasterportal mit Triglyphen und Zahnschnitt am Architrav sowie die beschnitzte, mit einem Oberlicht versehene klassizistische Hauseingangstür. Im Erdgeschoss des Hauses befinden sich zwei Ladengeschäfte.